# Anerood Jugnauth
Pour les articles homonymes, voir Jugnauth.
Anerood Jugnauth, né le 29 mars 1930 et mort le 3 juin 2021, est un homme d'État mauricien, Premier ministre entre 1982 et 1995 puis entre 2000 et 2003, il est ensuite président de la république de Maurice d'octobre 2003 jusqu'à sa démission en mars 2012 et de nouveau Premier ministre du 17 décembre 2014 au 23 janvier 2017, date à laquelle il est nommé « ministre mentor » et prend le portefeuille de la Défense, numéro 3 du gouvernement de son fils, Pravind Jugnauth jusqu'à sa retraite politique en novembre 2019.

## Biographie

### Jeunesse, études, débuts en politique
Issu d'une famille d'origine indienne, il est né le 29 mars 1930 à la Caverne à Vacoas. Il étudie à l'école primaire de la Palma et l'école secondaire au Regent Collège et au New Eton Collège. Avocat de formation, il travaille en 1951 au département de la justice. En 1964, il est élu au conseil municipal de son village, la Palma.
Il milite au sein du Mouvement militant mauricien (MMM), et en devient le président, le secrétaire général en étant Paul Bérenger.

### Premier ministre (1982-1995)
Il devient Premier ministre en 1982 à la suite du succès du MMM. Mais en 1983, des dissensions au sein du parti conduisirent à une cassure du MMM et la dissolution du gouvernement en 1983. Douze de ses ministres, dont Paul Bérenger, démissionnent du gouvernement. Anerood Jugnauth fonde alors le Mouvement socialiste militant (MSM) et construit une alliance avec le Parti travailliste mauricien d'une part, et avec le Parti mauricien social démocrate (PMSD), de Gaétan Duval, d'autre part. Cette alliance remporte les élections générales organisées en 1983 et en 1987. Une coalition en 1990 avec le MMM, scellant les retrouvailles ponctuelles entre ces deux formations, lui permet de remporter les élections de 1991, alors que l'île se prépare à abolir la monarchie pour devenir une république,.
Il reste ainsi premier ministre jusqu'en 1995. De 1982 à 1995, années pendant lesquelles il a dirigé le gouvernement mauricien, l'île Maurice a vécu une profonde évolution économique. Notamment, de 1984 à 1988, le taux de croissance caracole autour de 7 %. Ce sont des années de boom économique avec la création d'une industrie locale. Il a eu pour ministre de l'Économie et des Finances, successivement dans ses différents gouvernements, Paul Bérenger et Vishnu Lutchmeenaraidoo et Rama Sithanen.

### Premier ministre (2000-2003)
Il est encore Premier ministre après les élections de septembre 2000, puis, après trois ans, comme convenu, cède son poste à son allié du Mouvement militant mauricien, Paul Bérenger.

### Président de la République (2003-2012)
En octobre 2003, il devient président de la république de Maurice. Dans cette république née en 1992, le président n'a pas de pouvoir décisionnel : son rôle est la représentation symbolique de l'île Maurice à l'étranger. Le détenteur du pouvoir exécutif est donc le Premier ministre, place qu'il occupa pendant 12 ans. Il démissionne de la présidence en mars 2012.
En 2007, il a menacé de quitter le Commonwealth pour protester contre le traitement du Royaume-Uni face aux habitants des îles Chagos. Il a déclaré qu'il pourrait emmener le Royaume-Uni devant la Cour internationale de Justice sur le sort des habitants de l'île. Les îles Chagos, une colonie britannique dans l'océan Indien, ont été loués aux États-Unis dans les années 1960 pour construire une base militaire. Les habitants ont été chassés et le gouvernement dit qu'ils ne peuvent pas revenir, mais ont obtenu la citoyenneté britannique. La plupart des habitants vivent dans la pauvreté à Maurice, ou comme réfugiés au Royaume-Uni. La base américaine a été construite sur la grande île de Diego Garcia dans l'archipel des Chagos. Maurice revendique les îles comme partie de son territoire, et il a affirmé que son pays a été obligé par les Britanniques à accepter les Chagossiens comme condition pour l'indépendance.
Le 30 mars 2012, il annonce sa démission, qui prend effet le lendemain, en raison de son désaccord avec les membres du gouvernement.

### Premier ministre (2014-2017)
Jugnauth remporte les élections législatives de décembre 2014.
Le 21 janvier 2017, il annonce sa démission lors d'une allocution télévisée. Le 23 janvier 2017, Sir Anerood est remplacé par le ministre des Finances, son fils, Pravind Jugnauth.

### Retraite politique
L'Alliance morisien menée par son fils remporte les élections législatives de 2019 et Anerood Jugnauth décide officiellement de prendre sa retraite politique.

### Mort
Il meurt à l'âge de 91 ans, le 3 juin 2021, à la clinique Darne de Curepipe.